# Román Cisneros Serrano
Román Cisneros Serrano (nacido en Tarazona, Zaragoza) fue un político español.

## Reseña biográfica
Fue Jefe de la Administración Local.
Procurador en los Tribunales y procurador eclesiástico.
Políticamente fue monárquico.
Diputado Provincial de Zaragoza por el distrito de Tarazona-Borja.
Del 25 de febrero de 1930 al 31 de marzo de 1930 fue Presidente de la Diputación Provincial de Zaragoza.
| Predecesor: Manuel de Lasala Llamas | Presidente de la Diputación Provincial de Zaragoza 25 de febrero de 1930 - 31 de marzo de 1930 | Sucesor: Francisco Blesa Comín |